# おーばん
株式会社おーばんは、山形県内陸地方を営業基盤とするスーパーマーケット。CGCグループに加盟。

## 概要
尾花沢市において一番の店になるという目標から社名を「おーばん」と命名した。徐々に店舗網を拡大し南下策を執り、現在は天童市に本社を置く。
2010年（平成22年）10月、長井市に本社を置くうめやと持株会社方式で経営統合し、おーばんホールディングス（HD）を設立した。2023年（令和5年）4月1日、おーばんHDが事業会社であるおーばんとうめやを合併し、おーばんHDはおーばんに商号変更した。うめやの店舗は、創業の店舗である長井北店を除き、徐々におーばんに切り替える。

## 沿革
- 1972年（昭和47年）- 創業。
- 1984年（昭和59年）7月 -「おーばん」を設立。
- 2010年（平成22年）
  - 4月 - 東北地区のスーパーマーケット4社（マエダ、マイヤ、フレスコキクチ）と共同出資会社「マークス」を設立。提携を発表[4]。
  - 10月 - 株式会社うめやと経営統合。「おーばんホールディングス」を設立。
- 2014年（平成26年）10月4日 - マエダ、マイヤ、おーばんHD、フレスコキクチの4社が経営統合[5][6]。「マークスホールディングス」を設立。
- 2016年（平成28年）4月5日 - 上山店を開店[7]。
- 2017年（平成29年）11月9日 - 久野本店を開店。これに伴い、北天童店を閉鎖[8]。
- 2020年（令和2年）11月6日 - 寒河江西店を開店。
- 2021年（令和3年）10月15日 - 本社を天童市東長岡から旧北天童店があった同市乱川に移転[9]。
- 2022年（令和4年）4月15日 - 置賜地方では初出店となる白鷹店を開店[10]。
- 2023年（令和5年）4月1日 - おーばんHDが事業会社であるおーばんとうめやを合併し、おーばんHDはおーばんに商号変更。
- 2024年（令和6年）11月8日 - 長井店を開店。これに伴い、うめやサンプラザ店とうめや南店を閉鎖[11]。

## 店舗
山形県
- 尾花沢店 - 尾花沢市横町1-9-39
- 南尾花沢店 - 尾花沢市上町3丁目3-16
- 村山店 - 東根市温泉町3-14-11
- さくらんぼ東根店 - 東根市中央1丁目9-28
- 久野本店 -  天童市北久野本1丁目8-20
- 南天童店 - 天童市東芳賀2-8-1
- 寒河江店 - 寒河江市越井坂町145-3
- 寒河江西店 - 寒河江市内ノ袋49-1
- 山辺店 - 東村山郡山辺町大字中丸1621-1
- 山形東店 - 山形市五十鈴2-2-25
- 山形嶋店 - 山形市嶋北2-1-2
- 桜田南店 - 山形市桜田南2-5
- 上山店 - 上山市美咲町2丁目3-8
- 白鷹店 - 西置賜郡白鷹町大字荒砥乙1027-2
- うめや長井北店 - 長井市緑町9-77
- うめやサンプラザ店 - 長井市中道1丁目4-49
- うめや南店 - 長井市館町南12-52
- 南陽店 - 南陽市宮内4524
- 南陽東店 - 南陽市赤湯2950-1
- 川西店 - 東置賜郡川西町上小松1216-2